# 에릭 윈터
에릭 윈터(Eric Winter, 1976년 7월 17일 ~ )는 미국의 배우, 전직 모델이다.

## 출연 작품

### 영화
- 해롤드와 쿠마 2: 관티나모로부터의 탈출 (2008)
- 어글리 트루스 (2009)
- 선데이즈 앳 티파니 (2010, Sundays at Tiffany's)
- 코멧 (2014)

### 텔레비전
- 우리 생애 나날들 (2002-05)
- 비바 로플린 (2007)
- 문라이트 (2007)
- 멘탈리스트 (2010-12)
- APB (2017)